# UEFA Champions League 2011–12 (vòng bảng)
Dưới đây là thông tin chi tiết về vòng bảng UEFA Champions League 2011-12.
Vòng bảng gồm có 32 đội tham dự: 22 đội được vào thẳng và 10 đội còn lại vào vòng bảng từ vòng play-off (5 đội từ nhánh vô địch và 5 đội từ nhánh không vô địch).
Một đội sẽ được xếp vào một trong 8 bảng (4 đội một bảng). Hai đội đứng đầu sẽ giành quyền vào vòng 1/8, đội đứng thứ ba sẽ phải xuống chơi ở vòng 32 đội Europa League.

## Thể thức
Có tổng cộng 32 câu lạc bộ tham gia vòng đấu bảng. Các đội bóng được phân thành 4 nhóm, dựa trên hệ số UEFA. 32 câu lạc bộ này được bốc thăm chia thành 8 bảng 4 đội vào 26 tháng 8. Các đội bóng cùng nhóm hoặc cùng quốc gia không được xếp chung bảng. Đội đương kim vô địch, Barcelona, được phân vào nhóm 1. Nhóm 1 gồm các đội xếp từ 1–9, Nhóm 2 gồm các đội 10–24, Nhóm 3 gồm các đội xếp hạng 31–83, còn nhóm 4 gồm các đội xếp hạng 86–200 và không được xếp hạng.
| Màu                                      |
| ---------------------------------------- |
| Vào tiếp vòng 16 đội Champions League.   |
| Xuống tham dự vòng 32 đội Europa League. |

| Nhóm 1            | Nhóm 1  |
| Câu lạc bộ        | Hệ số   |
| ----------------- | ------- |
| Barcelona TH      | 141.465 |
| Manchester United | 151.157 |
| Chelsea           | 129.157 |
| Bayern München LR | 118.887 |
| Arsenal LR        | 108.157 |
| Real Madrid       | 103.408 |
| Porto             | 100.319 |
| Internazionale    | 100.110 |

| Nhóm 2           | Nhóm 2 |
| Câu lạc bộ       | Hệ số  |
| ---------------- | ------ |
| Milan            | 94.110 |
| Lyon LR          | 92.735 |
| Shakhtar Donetsk | 87.776 |
| Valencia         | 85.408 |
| Benfica LR       | 81.319 |
| Villarreal LR    | 75.465 |
| CSKA Moskva      | 73.941 |
| Marseille        | 68.735 |

| Nhóm 3              | Nhóm 3 |
| Câu lạc bộ          | Hệ số  |
| ------------------- | ------ |
| Zenit St. Peterburg | 60.441 |
| Ajax                | 56.025 |
| Bayer Leverkusen    | 54.887 |
| Olympiakos          | 50.833 |
| Manchester City     | 47.157 |
| Lille               | 40.735 |
| Basel               | 39.980 |
| BATE Borisov CR     | 23.216 |

| Nhóm 4            | Nhóm 4 |
| Câu lạc bộ        | Hệ số  |
| ----------------- | ------ |
| Borussia Dortmund | 22.887 |
| Napoli            | 21.110 |
| Dinamo Zagreb CR  | 20.224 |
| APOEL CR          | 13.124 |
| Trabzonspor       | 12.010 |
| Genk CR           | 8.400  |
| Viktoria Plzeň CR | 5.170  |
| Oțelul Galați     | 5.164  |

TH Đội vô địch C1 mùa giải trước. Được tự động xếp vào đứng đầu danh sách.
CR Vượt qua vòng loại từ nhánh vô địch
LR Vượt qua vòng loại từ nhánh không vô địch

## Chi tiết
Màu sắc dùng trong bảng:
|  | Đội được giành quyền vào vòng 1/8, tên in đậm.                           |
|  | Đội bị loại ở vòng bảng, xuống chơi ở Europa League, tên in đậm nghiêng. |

Giờ thi đấu tới ngày 29 tháng 10 năm 2011 (loạt trận 1–3) theo giờ CEST (UTC+02:00), các loạt trận 4–6 theo giờ CET (UTC+01:00).

### Bảng A
| Câu lạc bộ      | St | T | H | B | BT | BB | HS  | Đ  |
| --------------- | -- | - | - | - | -- | -- | --- | -- |
| Bayern München  | 6  | 4 | 1 | 1 | 11 | 6  | +5  | 13 |
| Napoli          | 6  | 3 | 2 | 1 | 10 | 6  | +4  | 11 |
| Manchester City | 6  | 3 | 1 | 2 | 9  | 6  | +3  | 10 |
| Villarreal      | 6  | 0 | 0 | 6 | 2  | 14 | −12 | 0  |

| Manchester City | 1–1      | Napoli     |
| --------------- | -------- | ---------- |
| Kolarov 74'     | Chi tiết | Cavani 69' |

| Villarreal | 0–2      | Bayern München         |
| ---------- | -------- | ---------------------- |
|            | Chi tiết | Kroos 7' · Rafinha 76' |

| Bayern München   | 2–0      | Manchester City |
| ---------------- | -------- | --------------- |
| Gómez 38', 45+1' | Chi tiết |                 |

| Napoli                          | 2–0      | Villarreal |
| ------------------------------- | -------- | ---------- |
| Hamšík 15' · Cavani 17' (ph.đ.) | Chi tiết |            |

| Napoli               | 1–1      | Bayern München |
| -------------------- | -------- | -------------- |
| Badstuber 39' (l.n.) | Chi tiết | Kroos 2'       |

| Manchester City                    | 2–1      | Villarreal |
| ---------------------------------- | -------- | ---------- |
| Marchena 43' (l.n.) · Agüero 90+3' | Chi tiết | Cani 4'    |

| Bayern München      | 3–2      | Napoli             |
| ------------------- | -------- | ------------------ |
| Gómez 17', 23', 42' | Chi tiết | Fernández 45', 79' |

| Villarreal | 0–3      | Manchester City                             |
| ---------- | -------- | ------------------------------------------- |
|            | Chi tiết | Y. Touré 30', 71' · Balotelli 45+3' (ph.đ.) |

| Napoli          | 2–1      | Manchester City |
| --------------- | -------- | --------------- |
| Cavani 17', 49' | Chi tiết | Balotelli 33'   |

| Bayern München             | 3–1      | Villarreal    |
| -------------------------- | -------- | ------------- |
| Ribéry 3', 69' · Gómez 24' | Chi tiết | de Guzmán 50' |

| Manchester City          | 2–0      | Bayern München |
| ------------------------ | -------- | -------------- |
| Silva 36' · Y. Touré 52' | Chi tiết |                |

| Villarreal | 0–2      | Napoli                 |
| ---------- | -------- | ---------------------- |
|            | Chi tiết | Inler 65' · Hamšík 76' |

### Bảng B
| Câu lạc bộ     | St | T | H | B | Bt | Bb | Hs | Điểm |
| -------------- | -- | - | - | - | -- | -- | -- | ---- |
| Internazionale | 6  | 3 | 1 | 2 | 8  | 7  | +1 | 10   |
| CSKA Moskva    | 6  | 2 | 2 | 2 | 9  | 8  | +1 | 8    |
| Trabzonspor    | 6  | 1 | 4 | 1 | 3  | 5  | −2 | 7    |
| Lille          | 6  | 1 | 3 | 2 | 6  | 6  | 0  | 6    |

| Lille                  | 2–2      | CSKA Moskva      |
| ---------------------- | -------- | ---------------- |
| Sow 44' · Pedretti 57' | Chi tiết | Doumbia 72', 90' |

| Internazionale | 0–1      | Trabzonspor  |
| -------------- | -------- | ------------ |
|                | Chi tiết | Čelůstka 76' |

| CSKA Moskva                     | 2–3      | Internazionale                      |
| ------------------------------- | -------- | ----------------------------------- |
| Dzagoev 45+3' · Vágner Love 77' | Chi tiết | Lúcio 6' · Pazzini 23' · Zárate 79' |

| Trabzonspor        | 1–1      | Lille   |
| ------------------ | -------- | ------- |
| Colman 75' (ph.đ.) | Chi tiết | Sow 30' |

| CSKA Moskva                  | 3–0      | Trabzonspor |
| ---------------------------- | -------- | ----------- |
| Doumbia 29', 86' · Cauņa 76' | Chi tiết |             |

| Lille | 0–1      | Internazionale |
| ----- | -------- | -------------- |
|       | Chi tiết | Pazzini 21'    |

| Trabzonspor | 0–0      | CSKA Moskva |
| ----------- | -------- | ----------- |
|             | Chi tiết |             |

| Internazionale          | 2–1      | Lille       |
| ----------------------- | -------- | ----------- |
| Samuel 18' · Milito 65' | Chi tiết | de Melo 83' |

| CSKA Moskva | 0–2      | Lille                              |
| ----------- | -------- | ---------------------------------- |
|             | Chi tiết | V. Berezutski 49' (l.n.) · Sow 64' |

| Trabzonspor  | 1–1      | Internazionale |
| ------------ | -------- | -------------- |
| Altıntop 23' | Chi tiết | Álvarez 18'    |

| Lille | 0–0      | Trabzonspor |
| ----- | -------- | ----------- |
|       | Chi tiết |             |

| Internazionale | 1–2      | CSKA Moskva                     |
| -------------- | -------- | ------------------------------- |
| Cambiasso 51'  | Chi tiết | Doumbia 50' · V. Berezutski 86' |

### Bảng C
| Câu lạc bộ        | St | T | H | B | Bt | Bb | Hs | Điểm |
| ----------------- | -- | - | - | - | -- | -- | -- | ---- |
| Benfica           | 6  | 3 | 3 | 0 | 8  | 4  | +4 | 12   |
| Basel             | 6  | 3 | 2 | 1 | 11 | 10 | +1 | 11   |
| Manchester United | 6  | 2 | 3 | 1 | 11 | 8  | +3 | 9    |
| Oțelul Galați     | 6  | 0 | 0 | 6 | 3  | 11 | −8 | 0    |

| Basel                             | 2–1      | Oțelul Galați |
| --------------------------------- | -------- | ------------- |
| F. Frei 39' · A. Frei 84' (ph.đ.) | Chi tiết | Pena 58'      |

| Benfica     | 1–1      | Manchester United |
| ----------- | -------- | ----------------- |
| Cardozo 24' | Chi tiết | Giggs 42'         |

| Manchester United            | 3–3      | Basel                                  |
| ---------------------------- | -------- | -------------------------------------- |
| Welbeck 16', 17' · Young 90' | Chi tiết | F. Frei 58' · A. Frei 60', 76' (ph.đ.) |

| Oțelul Galați | 0–1      | Benfica         |
| ------------- | -------- | --------------- |
|               | Chi tiết | Bruno César 40' |

| Oțelul Galați | 0–2      | Manchester United                 |
| ------------- | -------- | --------------------------------- |
|               | Chi tiết | Rooney 64' (ph.đ.), 90+2' (ph.đ.) |

| Basel | 0–2      | Benfica                       |
| ----- | -------- | ----------------------------- |
|       | Chi tiết | Bruno César 20' · Cardozo 75' |

| Manchester United               | 2–0      | Oțelul Galați |
| ------------------------------- | -------- | ------------- |
| Valencia 8' · Sârghi 88' (l.n.) | Chi tiết |               |

| Benfica    | 1–1      | Basel      |
| ---------- | -------- | ---------- |
| Rodrigo 4' | Chi tiết | Huggel 64' |

| Oțelul Galați           | 2–3      | Basel                                    |
| ----------------------- | -------- | ---------------------------------------- |
| Giurgiu 75' · Antal 81' | Chi tiết | F. Frei 10' · A. Frei 14' · Streller 37' |

| Manchester United           | 2–2      | Benfica                     |
| --------------------------- | -------- | --------------------------- |
| Berbatov 30' · Fletcher 59' | Chi tiết | Jones 3' (l.n.) · Aimar 61' |

| Basel                     | 2–1      | Manchester United |
| ------------------------- | -------- | ----------------- |
| Streller 9' · A. Frei 84' | Chi tiết | Jones 89'         |

| Benfica    | 1–0      | Oțelul Galați |
| ---------- | -------- | ------------- |
| Cardozo 7' | Chi tiết |               |

Ghi chú
- Ghi chú 1: Oțelul Galați chơi trận sân nhà ở sân vận động quốc gia, sân bóng của CLB không đạt tiêu chuẩn của UEFA.

### Bảng D
| Câu lạc bộ    | St | T | H | B | Bt | Bb | Hs  | Điểm |
| ------------- | -- | - | - | - | -- | -- | --- | ---- |
| Real Madrid   | 6  | 6 | 0 | 0 | 19 | 2  | +17 | 18   |
| Lyon          | 6  | 2 | 2 | 2 | 9  | 7  | +2  | 8    |
| Ajax          | 6  | 2 | 2 | 2 | 6  | 6  | 0   | 8    |
| Dinamo Zagreb | 6  | 0 | 0 | 6 | 3  | 22 | −19 | 0    |

| Dinamo Zagreb | 0–1      | Real Madrid  |
| ------------- | -------- | ------------ |
|               | Chi tiết | Di María 53' |

| Ajax | 0–0      | Lyon |
| ---- | -------- | ---- |
|      | Chi tiết |      |

| Lyon                    | 2–0      | Dinamo Zagreb |
| ----------------------- | -------- | ------------- |
| Gomis 23' · B. Koné 42' | Chi tiết |               |

| Real Madrid                          | 3–0      | Ajax |
| ------------------------------------ | -------- | ---- |
| Ronaldo 25' · Kaká 41' · Benzema 49' | Chi tiết |      |

| Real Madrid                                               | 4–0      | Lyon |
| --------------------------------------------------------- | -------- | ---- |
| Benzema 19' · Khedira 47' · Lloris 55' (l.n.) · Ramos 81' | Chi tiết |      |

| Dinamo Zagreb | 0–2      | Ajax                         |
| ------------- | -------- | ---------------------------- |
|               | Chi tiết | Boerrigter 49' · Eriksen 90' |

| Lyon | 0–2      | Real Madrid              |
| ---- | -------- | ------------------------ |
|      | Chi tiết | Ronaldo 24', 69' (ph.đ.) |

| Ajax                                                           | 4–0      | Dinamo Zagreb |
| -------------------------------------------------------------- | -------- | ------------- |
| Van der Wiel 20' · Sulejmani 25' · de Jong 65' · Lodeiro 90+2' | Chi tiết |               |

| Real Madrid                                                | 6–2      | Dinamo Zagreb             |
| ---------------------------------------------------------- | -------- | ------------------------- |
| Benzema 2', 66' · Callejón 6', 49' · Higuaín 9' · Özil 20' | Chi tiết | Bećiraj 81' · Tomečak 90' |

| Lyon | 0–0      | Ajax |
| ---- | -------- | ---- |
|      | Chi tiết |      |

| Dinamo Zagreb | 1–7      | Lyon                                                                |
| ------------- | -------- | ------------------------------------------------------------------- |
| Kovačić 40'   | Chi tiết | Gomis 45', 48', 52', 70' · Gonalons 47' · Lisandro 64' · Briand 75' |

| Ajax | 0–3      | Real Madrid                       |
| ---- | -------- | --------------------------------- |
|      | Chi tiết | Callejón 14', 90+2' · Higuaín 41' |

### Bảng E
| Câu lạc bộ       | St | T | H | B | Bt | Bb | Hs  | Điểm |
| ---------------- | -- | - | - | - | -- | -- | --- | ---- |
| Chelsea          | 6  | 3 | 2 | 1 | 13 | 4  | +9  | 11   |
| Bayer Leverkusen | 6  | 3 | 1 | 2 | 8  | 8  | 0   | 10   |
| Valencia         | 6  | 2 | 2 | 2 | 12 | 7  | +5  | 8    |
| Genk             | 6  | 0 | 3 | 3 | 2  | 16 | −14 | 3    |

| Chelsea                     | 2 – 0    | Bayer Leverkusen |
| --------------------------- | -------- | ---------------- |
| David Luiz 67' · Mata 90+2' | Chi tiết |                  |

| Genk | 0 – 0    | Valencia |
| ---- | -------- | -------- |
|      | Chi tiết |          |

| Valencia            | 1 – 1    | Chelsea     |
| ------------------- | -------- | ----------- |
| Soldado 87' (ph.đ.) | Chi tiết | Lampard 56' |

| Bayer Leverkusen           | 2 – 0    | Genk |
| -------------------------- | -------- | ---- |
| Bender 30' · Ballack 90+1' | Chi tiết |      |

| Bayer Leverkusen       | 2 – 1    | Valencia  |
| ---------------------- | -------- | --------- |
| Schürrle 52' · Sam 56' | Chi tiết | Jonas 24' |

| Chelsea                                                  | 5 – 0    | Genk |
| -------------------------------------------------------- | -------- | ---- |
| Meireles 8' · Torres 11', 27' · Ivanović 42' · Kalou 72' | Chi tiết |      |

| Valencia                          | 3 – 1    | Bayer Leverkusen |
| --------------------------------- | -------- | ---------------- |
| Jonas 1' · Soldado 65' · Rami 75' | Chi tiết | Kießling 31'     |

| Genk       | 1 – 1    | Chelsea     |
| ---------- | -------- | ----------- |
| Vossen 61' | Chi tiết | Ramires 26' |

| Bayer Leverkusen             | 2 – 1    | Chelsea    |
| ---------------------------- | -------- | ---------- |
| Derdiyok 73' · Friedrich 90' | Chi tiết | Drogba 48' |

| Valencia                                                                  | 7 – 0    | Genk |
| ------------------------------------------------------------------------- | -------- | ---- |
| Jonas 10' · Soldado 13', 36', 39' · Pablo 68' · Aduriz 70' · T. Costa 81' | Chi tiết |      |

| Chelsea                      | 3 – 0    | Valencia |
| ---------------------------- | -------- | -------- |
| Drogba 3', 76' · Ramires 22' | Chi tiết |          |

| Genk       | 1 – 1    | Bayer Leverkusen |
| ---------- | -------- | ---------------- |
| Vossen 30' | Chi tiết | Derdiyok 79'     |

### Bảng F
| Câu lạc bộ        | St | T | H | B | Bt | Bb | Hs | Điểm |
| ----------------- | -- | - | - | - | -- | -- | -- | ---- |
| Arsenal           | 6  | 3 | 2 | 1 | 7  | 6  | +1 | 11   |
| Marseille         | 6  | 3 | 1 | 2 | 7  | 4  | +3 | 10   |
| Olympiakos        | 6  | 3 | 0 | 3 | 8  | 6  | +2 | 9    |
| Borussia Dortmund | 6  | 1 | 1 | 4 | 6  | 12 | −6 | 4    |

| Olympiacos | 0 – 1    | Marseille |
| ---------- | -------- | --------- |
|            | Chi tiết | Lucho 51' |

| Borussia Dortmund | 1 – 1    | Arsenal        |
| ----------------- | -------- | -------------- |
| Perišić 88'       | Chi tiết | Van Persie 42' |

| Arsenal                            | 2 – 1    | Olympiacos |
| ---------------------------------- | -------- | ---------- |
| Oxlade-Chamberlain 8' · Santos 20' | Chi tiết | Fuster 27' |

| Marseille                           | 3 – 0    | Borussia Dortmund |
| ----------------------------------- | -------- | ----------------- |
| A. Ayew 20', 69' (ph.đ.) · Rémy 62' | Chi tiết |                   |

| Marseille | 0 – 1    | Arsenal      |
| --------- | -------- | ------------ |
|           | Chi tiết | Ramsey 90+2' |

| Olympiacos                              | 3 – 1    | Borussia Dortmund |
| --------------------------------------- | -------- | ----------------- |
| Holebas 8' · Djebbour 40' · Modesto 78' | Chi tiết | Lewandowski 26'   |

| Arsenal | 0 – 0    | Marseille |
| ------- | -------- | --------- |
|         | Chi tiết |           |

| Borussia Dortmund | 1 – 0    | Olympiacos |
| ----------------- | -------- | ---------- |
| Großkreutz 7'     | Chi tiết |            |

| Marseille | 0 – 1    | Olympiacos      |
| --------- | -------- | --------------- |
|           | Chi tiết | Fetfatzidis 82' |

| Arsenal             | 2 – 1    | Borussia Dortmund |
| ------------------- | -------- | ----------------- |
| Van Persie 49', 86' | Chi tiết | Kagawa 90+2'      |

| Olympiacos                              | 3 – 1    | Arsenal      |
| --------------------------------------- | -------- | ------------ |
| Djebbour 16' · Fuster 36' · Modesto 89' | Chi tiết | Benayoun 57' |

| Borussia Dortmund                        | 2 – 3    | Marseille                               |
| ---------------------------------------- | -------- | --------------------------------------- |
| Błaszczykowski 23' · Hummels 32' (ph.đ.) | Chi tiết | Rémy 45+4' · A. Ayew 85' · Valbuena 87' |

### Bảng G
| Câu lạc bộ          | St | T | H | B | Bt | Bb | Hs | Điểm |
| ------------------- | -- | - | - | - | -- | -- | -- | ---- |
| APOEL               | 6  | 2 | 3 | 1 | 6  | 6  | 0  | 9    |
| Zenit St. Peterburg | 6  | 2 | 3 | 1 | 7  | 5  | +2 | 9    |
| Porto               | 6  | 2 | 2 | 2 | 7  | 7  | 0  | 8    |
| Shakhtar Donetsk    | 6  | 1 | 2 | 3 | 6  | 8  | −2 | 5    |

Tiêu chí xếp hạng
- APOEL và Zenit St. Peterburg được xếp hạng dựa trên thành tích đối đầu.

| Team                | Tr | T | H | B | BT | BB | HS | Đ |
| ------------------- | -- | - | - | - | -- | -- | -- | - |
| APOEL               | 2  | 1 | 1 | 0 | 2  | 1  | +1 | 4 |
| Zenit St. Peterburg | 2  | 0 | 1 | 1 | 1  | 2  | −1 | 1 |

| Porto                 | 2 – 1    | Shakhtar Donetsk |
| --------------------- | -------- | ---------------- |
| Hulk 28' · Kléber 51' | Chi tiết | Luiz Adriano 12' |

| APOEL                    | 2 – 1    | Zenit St. Peterburg |
| ------------------------ | -------- | ------------------- |
| Manduca 73' · Aílton 75' | Chi tiết | Zyryanov 63'        |

| Zenit St. Peterburg           | 3 – 1    | Porto            |
| ----------------------------- | -------- | ---------------- |
| Shirokov 20', 63' · Danny 72' | Chi tiết | J. Rodríguez 10' |

| Shakhtar Donetsk | 1 – 1    | APOEL          |
| ---------------- | -------- | -------------- |
| Jádson 64'       | Chi tiết | Tričkovski 61' |

| Shakhtar Donetsk                 | 2 – 2    | Zenit St. Peterburg         |
| -------------------------------- | -------- | --------------------------- |
| Willian 15' · Luiz Adriano 45+1' | Chi tiết | Shirokov 33' · Fayzulin 60' |

| Porto    | 1 – 1    | APOEL      |
| -------- | -------- | ---------- |
| Hulk 13' | Chi tiết | Aílton 19' |

| Zenit St. Peterburg | 1 – 0    | Shakhtar Donetsk |
| ------------------- | -------- | ---------------- |
| Lombaerts 45+1'     | Chi tiết |                  |

| APOEL                            | 2 – 1    | Porto            |
| -------------------------------- | -------- | ---------------- |
| Aílton 42' (ph.đ.) · Manduca 90' | Chi tiết | Hulk 89' (ph.đ.) |

| Zenit St. Peterburg | 0 – 0    | APOEL |
| ------------------- | -------- | ----- |
|                     | Chi tiết |       |

| Shakhtar Donetsk | 0 – 2    | Porto                       |
| ---------------- | -------- | --------------------------- |
|                  | Chi tiết | Hulk 79' · Raț 90+2' (l.n.) |

| Porto | 0 – 0    | Zenit St. Peterburg |
| ----- | -------- | ------------------- |
|       | Chi tiết |                     |

| APOEL | 0 – 2    | Shakhtar Donetsk                 |
| ----- | -------- | -------------------------------- |
|       | Chi tiết | Luiz Adriano 62' · Seleznyov 78' |

### Bảng H
| Câu lạc bộ     | St | T | H | B | Bt | Bb | Hs  | Điểm |
| -------------- | -- | - | - | - | -- | -- | --- | ---- |
| Barcelona      | 6  | 5 | 1 | 0 | 20 | 4  | +16 | 16   |
| A.C. Milan     | 6  | 2 | 3 | 1 | 11 | 8  | +3  | 9    |
| Viktoria Plzeň | 6  | 1 | 2 | 3 | 4  | 11 | −7  | 5    |
| BATE Borisov   | 6  | 0 | 2 | 4 | 2  | 14 | −12 | 2    |

| Barcelona             | 2 – 2  | A.C. Milan                   |
| --------------------- | ------ | ---------------------------- |
| Pedro 36' · Villa 50' | Report | Pato 1' · Thiago Silva 90+2' |

| Viktoria Plzeň | 1 – 1    | BATE Borisov |
| -------------- | -------- | ------------ |
| Bakoš 45+1'    | Chi tiết | Bressan 69'  |

| BATE Borisov | 0 – 5    | Barcelona                                                    |
| ------------ | -------- | ------------------------------------------------------------ |
|              | Chi tiết | Valadzko 19' (l.n.) · Pedro 22' · Messi 38', 56' · Villa 90' |

| A.C. Milan                            | 2 – 0    | Viktoria Plzeň |
| ------------------------------------- | -------- | -------------- |
| Ibrahimović 53' (ph.đ.) · Cassano 66' | Chi tiết |                |

| A.C. Milan                    | 2 – 0    | BATE Borisov |
| ----------------------------- | -------- | ------------ |
| Ibrahimović 33' · Boateng 70' | Chi tiết |              |

| Barcelona               | 2 – 0    | Viktoria Plzeň |
| ----------------------- | -------- | -------------- |
| Iniesta 10' · Villa 82' | Chi tiết |                |

| BATE Borisov        | 1 – 1    | A.C. Milan      |
| ------------------- | -------- | --------------- |
| Bressan 55' (ph.đ.) | Chi tiết | Ibrahimović 22' |

| Viktoria Plzeň | 0 – 4    | Barcelona                                      |
| -------------- | -------- | ---------------------------------------------- |
|                | Chi tiết | Messi 24' (ph.đ.), 45+2', 90+2' · Fàbregas 72' |

| BATE Borisov | 0 – 1    | Viktoria Plzeň |
| ------------ | -------- | -------------- |
|              | Chi tiết | Bakoš 42'      |

| A.C. Milan                    | 2 – 3    | Barcelona                                            |
| ----------------------------- | -------- | ---------------------------------------------------- |
| Ibrahimović 20' · Boateng 54' | Chi tiết | Van Bommel 14' (l.n.) · Messi 31' (ph.đ.) · Xavi 63' |

| Barcelona                                          | 4 – 0    | BATE Borisov |
| -------------------------------------------------- | -------- | ------------ |
| Roberto 35' · Montoya 60' · Pedro 63', 89' (ph.đ.) | Chi tiết |              |

| Viktoria Plzeň            | 2 – 2    | A.C. Milan             |
| ------------------------- | -------- | ---------------------- |
| Bystroň 89' · Ďuriš 90+3' | Chi tiết | Pato 47' · Robinho 49' |

Ghi chú
- Ghi chú 2: Viktoria Plzeň chơi trận sân nhà tại Synot Tip Arena, sân ở thủ đô Praha là Stadion města Plzně không thỏa mãn yêu cầu của UEFA.
- Ghi chú 3: BATE Borisov chơi trận sân nhà tại Stadion Dynama, sân ở thủ đô Minsk là Sân vận động Haradski không thỏa mãn yêu cầu của UEFA.